# فويفوزه (كومي)
فويفوزه (بالروسية: Войвож) هي مدينة في جمهورية كومي في روسيا.
يبلغ عدد سكانها حوالي 3442   نسمة.